# There and Back
There and Back — полностью инструментальный альбом британского гитариста Джеффа Бека, изданный компанией Epic Records в 1980 году. Это был первый студийный альбом Бека, выпущенный им за четыре года после выхода альбома Wired (1976). По мнению некоторых специалистов There and Back образует своего рода джаз-роковую трилогию вместе с альбомами Blow by Blow (1975) и Wired (1976).

## История создания
В записи альбома приняли участие бас-гитарист Мо Фостер, друг и соавтор Бека клавишник Ян Хаммер, а также музыканты, с которыми Бек познакомился в конце 1978 года во время совместного тура по Японии с известным джазовым бас-гитаристом Стэнли Кларком — клавишник Тони Хаймас и барабанщик Саймон Филлипс.
Продюсер альбома Кен Скотт, ранее уже работавший с Беком в 1968 году над альбомом Truth, вспоминал, что, несмотря на свой выдающийся послужной список, гитарист признался, что всё ещё нервничает перед выступлением.  Эта неуверенность проявилась и во время записи There and Back. «Джефф думал, что он недостаточно хорош, чтобы играть с этими музыкантами. Стало очень трудно вытащить из него хоть что-то, потому что он не чувствовал себя уверенно. Я увидел так много его сторон, это было увлекательно», — говорит Кен Скотт.
Через несколько месяцев после  завершения тура по Японии, Саймон Филлипс позвонил Тони Хаймасу и предложил написать несколько мелодий для Джеффа, что они и сделали. Они отправили демо Джеффу, и они ему понравились. Затем музыканты приехали в Уодхерст [в Сассексе, где жил Джефф Бек] и сыграли для Джеффа — вот так они пришли к идее сделать There and Back.
Большая часть партий гитары Бека на There and Back была наложена, с уже записанными клавишными, басом и барабанами.

## Об альбоме
Стилистически альбом состоит из двух частей — первая, написанная Яном Хаммером, чья игра варьируется от космической до диско. На второй стороне Тони Хаймас играет на клавишных с барабанщиком Саймоном Филлипсом и басистом Мо Фостером, обеспечивающими более жёсткую рок-составляющую альбома.

Треки Яна были очень, очень хорошими — человек написал отличные мелодии для Джеффа, и нет никаких сомнений в том, как он играет на Moog — это превосходно.

Было странно, что получились две половины. Это можно было бы рассматривать как конкуренцию, но мы так не думали. Я не знаю, что Ян чувствовал по этому поводу, потому что мы никогда не обсуждали это с ним. Хотя он сказал, что ему нравится, когда Саймон что-то играет на барабанах.— Тони Хаймас, интервью для Jazz Views
Альбом открывает «Star Cycle», композиция, написанная Яном Хаммером, который также исполнил на ней партию ударных. Позднее Хаммер вспоминал: «Как бы я ни любил Кена Скотта, есть одна вещь, которую он сделал с моей барабанной партией в „Star Cycle“. Есть очень сложный барабанный шаблон, и, к сожалению, Кен уничтожил его с помощью синтезатора, который он надел на каждый бэкбит, где ему не место. Это та версия, которая вышла. Теперь я уже всё простил, но я хотел бы, чтобы люди слышали оригинальный барабанный узор, когда я на нём играл».
По мнению издания Variety, «Star Cycle» — это поп-прог в его лучшем проявлении, а Бек оказывается на высоте со своим кристально чистым соло. Мотив песни был использован с большим эффектом в матчах по рестлингу. Она также использовалась в качестве темы для британской телевизионной музыкальной программы 1980-х годов The Tube.
Следующая композиция «Too Much to Lose» была записана Яном Хаммером в альбоме Jan Hammer Group Melodies в 1977 году.
Журнал Guitar World отмечает композицию «The Pump», завершающую первую сторону пластинки. Песня начинается с низкой открытой басовой ноты, прежде чем вступает гитара Бека, которая движется дальше вместе с фанковым грувом Фостера. Хотя композиция длится 5 минут и 50 секунд, это отличный пример того, как Джефф держит баланс и не переигрывает, сохраняя атмосферу напряжённости и тайны. Композиция вошла в саундтрек к фильму 1983 года «Рискованный бизнес».
Хаймас и Филлипс сочинили оставшиеся композиции, которые завершили альбом (Хаймас также написал последний номер, «The Final Peace», с Беком). Композиция «Space Boogie», по словам Саймона Филлипса, была вдохновлена треком «Quadrant 4» из альбома джазового барабанщика Билли Кобэма Spectrum. Неуверенность, которую испытывал Джефф, привела к тому, что потребовались десятки попыток, чтобы получить правильный дубль для «Space Boogie» (по словам Бека, у него было около 50 попыток).

## Релиз и критика
There and Back  имел некоторый успех, достигнув 21-го места в чарте Billboard в США (11-е место в чарте Jazz Albums) и 38-го места в UK Albums Chart. Несколько треков также оставались основными концертными номерами для группы Бека на протяжении многих лет.
Критики, в целом, негативно встретили эту работу Джеффа Бека, считая, что она находится в тени её предшественников — альбомов Blow by Blow (1975) и Wired (1976), и отмечают её непоследовательность. Как пишет Уильям Рульманн в своём обзоре на Allmusicguide, это смешанная запись — треки, написанные Яном Хаммером  в значительной степени в стиле фанка и фьюжн, в то время как вторая половина может похвастаться более простой направленностью в стиле инструментального рока.
По мнению обозревателя издания Guitar World было бы справедливо сказать, что четвёртый сольный альбом 1980-го года под названием There & Back в значительной степени упускается из виду по сравнению с предшественниками 1976 и 1975 годов, которые создали Джеффа Бека в качестве движущей силы для инструментальной гитарной музыки.
Обозреватель журнала Rolling Stone считает, что «There and Back  — это разочаровывающе статическая запись от непревзойдённого риффера, чья специальность всегда была — ведущий стаю за собой. В наши дни Джефф Бек, кажется, доволен тем, что зритель наблюдает за парадом».

## Список композиций
| №                   | Название            | Музыка                      | Длительность |
| ------------------- | ------------------- | --------------------------- | ------------ |
| 1.                  | «Star Cycle»        | Ян Хаммер                   | 4:59         |
| 2.                  | «Too Much to Lose»  | Хаммер                      | 2:59         |
| 3.                  | «You Never Know»    | Хаммер                      | 4:03         |
| 4.                  | «The Pump»          | Тони Хаймас, Саймон Филлипс | 5:50         |
| Общая длительность: | Общая длительность: | Общая длительность:         | 17:36        |

| №                   | Название            | Музыка              | Длительность |
| ------------------- | ------------------- | ------------------- | ------------ |
| 5.                  | «El Becko»          | Хаймас, Филлипс     | 4:01         |
| 6.                  | «The Golden Road»   | Хаймас, Филлипс     | 4:58         |
| 7.                  | «Space Boogie»      | Хаймас, Филлипс     | 5:10         |
| 8.                  | «The Final Peace»   | Джефф Бек, Хаймас   | 3:38         |
| Общая длительность: | Общая длительность: | Общая длительность: | 17:40        |

## Участники записи
- Джефф Бек — Гитара
- Ян Хаммер — Клавишные (треки 1–3), ударные (трек 1)
- Tony Hymas — Клавишные (треки 4–8)
- Мо Фостер — Бас-гитара (треки 4–7)
- Саймон Филлипс — Ударные  (треки 2–7)